# Phostria luridalis
Phostria luridalis là một loài bướm đêm trong họ Crambidae.